# Eutrema wuchengyii
Eutrema wuchengyii är en korsblommig växtart som först beskrevs av Al-shehbaz, T.Y. Cheo, L.L. Lu och Guang Yang, och fick sitt nu gällande namn av Al-shehbaz och S.I. Warwick. Eutrema wuchengyii ingår i släktet skidörter, och familjen korsblommiga växter. Inga underarter finns listade i Catalogue of Life.